# Matt Ginter
Matt Ginter (Matthew Shane Ginter), né le 24 décembre 1977 à Lexington (Kentucky), est un ancien joueur américain de baseball qui a évolué dans la Ligue majeure de baseball entre 2000 et 2008.

## Carrière
Drafté une première fois par les Yankees de New York en 1996, sans suites, Matt Ginter est finalement signé par les White Sox de Chicago en 1999. Il fait ses débuts en Ligue majeure dès septembre 2000 en disputant sept parties lors de cette fin de saison. 
Il passe chez les Mets de New York le 27 mars 2004 en étant échangé contre Timo Perez. Il fait ses débuts comme lanceur partant sous l'uniforme des Mets en débutant 14 matches lors de la saison 2004 pour une victoire et trois défaites et une moyenne de points mérités de 4,54. 
Ginter rejoint les Tigers de Détroit le 2 avril 2005 à la suite d'un échange contre Steve Colyer. Il ne dispute qu'une seule partie (une défaite) comme lanceur partant et seulement treize autres matches comme lanceur de relève.
Devenu agent libre à partir d'octobre 2005, il signe un contrat de ligue mineure dans l'organisation des Red Sox de Boston le 1er février 2006, mais est remercié cinq mois plus tard après avoir été quinze fois lanceur partant pour les Red Sox de Pawtucket en Triple-A. Il rejoint alors l'organisation des Pirates de Pittsburgh, toujours pour un contrat de Ligue mineure et termine la saison 2006 sous l'uniforme des Indians d'Indianapolis en Triple-A où il est 8 fois lanceur partant.
Même type de parcours en 2007 pour l'organisation des Brewers de Milwaukee chez les Sounds de Nashville et l'organisation des Saint-Louis Cardinals chez les Redbirds de Memphis.
En 2008, Ginter rejoint l'organisation des Indians de Cleveland et commence la saison sous les couleurs des Bisons de Buffalo en Triple-A. Lanceur partant dix-sept fois, il signe six victoires pour six défaites et une moyenne de points mérités de 4,14. Profitant du départ de C.C. Sabathia et de la blessure de Jake Westbrook, Ginter est appelé en Ligue majeure par les Indians en juillet 2008. Il signe une victoire à l'occasion de sa première partie jouée sous le maillot de Cleveland. Ce sera la seule. Les trois autres matches disputés par Ginter chez les Indians sont des défaites.